# Concilium Civitas
Concilium Civitas (łac. rada obywatelska) – grupa polskich profesorów nauk społecznych, pracujących na uczelniach poza Polską, która od 2019 roku chce swoją wiedzą służyć debacie publicznej w Polsce, w obliczu wewnętrznych i światowych wyzwań politycznych i cywilizacyjnych. 

## Geneza
W styczniu 2019 roku z inicjatywy Jacka Żakowskiego, kierownika Katedry Dziennikarstwa i Nowych Mediów Collegium Civitas powstała Grupa Inicjatywna Concilium Civitas, składająca się z prof. Grzegorza Ekierta, prof. Anny Grzymały-Busse, prof. Jana Kubika, prof. Wojciecha Sadurskiego oraz prof. Jana Zielonki.
W przygotowanym przez tę grupę Manifeście napisano m.in.: 

Pracujemy na różnych uczelniach daleko od Polski, ale bliskie są nam polskie sprawy. Część z nas urodziła się i wykształciła w Polsce. Część inaczej weszła do kręgu polskich spraw. Część z nas wprost zajmuje się polskimi sprawami naukowo. Część interesuje się nimi na marginesie pracy akademickiej. Łączy nas poczucie, że jako badacze procesów społecznych – ekonomicznych, politycznych, historycznych – uczestniczący w międzynarodowych akademickich debatach o sprawach publicznych, powinniśmy aktywnie i bezinteresownie oferować Polsce swoją wiedzę.
(…)
Do Concilium Civitas zaprosiliśmy kilkudziesięciu polskich naukowców pracujących w wielu zagranicznych uniwersytetach. Mamy nadzieję, że wspólnie uda nam się wnieść istotną wartość do polskiej debaty publicznej, by tym sposobem pomóc Polsce w bezpiecznym pokonaniu groźnego historycznego zakrętu.

Na apel ten odpowiedziało pozytywnie ponad 30 naukowców.

## Aktywność
Concilium Civitas służy polskiej opinii publicznej ekspertyzami kluczowych problemów politycznych, ekonomicznych, społecznych, kulturowych i cywilizacyjnych, publicznymi panelami i dyskusjami podczas swoich corocznych zjazdów oraz otwartymi indywidualnymi wykładami w ramach „Ambasady Concilium Civitas”.

### Almanach
Zjazdy Concilium Civitas poprzedza ukazanie się Almanachu z tekstami członków. Almanach 2019/2020 pod redakcją i ze wstępem Jacka Żakowskiego ukazał się w wydaniu papierowym w czerwcu 2019 roku. Zawierał 23 teksty naukowe. Wszystkie są powszechnie dostępne na licencji Creative Commons Uznanie autorstwa 3.0 Polska, w tym na stronie internetowej.

### Spotkania
9 i 10 lipca 2019 roku odbyło się Pierwsze Spotkanie członków Concilium Civitas w Warszawie. Podczas otwartych dla publiczności obrad odbyło się pięć paneli dyskusyjnych, transmitowanych też w Internecie. Wzięło w nich udział prawie 600 widzów.

### Ambasada Concilium Civitas
Pomiędzy dorocznymi spotkaniami „Ambasada Concilium Civitas” organizuje wykłady swoich członków oraz gości spośród czołowych światowych naukowców specjalizujących się w sprawach społecznych. Gospodarzem Ambasady jest Katedra Dziennikarstwa i Nowych Mediów Collegium Civitas.

### Młode Concilium
W grudniu 2019 roku Concilium Civitas ogłosiło we współpracy ze Związkiem Nauczycielstwa Polskiego konkurs dla maturzystów rocznika 2020 na esej „Ja, Polska, Europa, świat – 2040”. Autorzy dziesięciu najlepszych prac dostaną nagrody finansowe lub stypendia na czterech renomowanych uczelniach prywatnych (Collegium Civitas, Uniwersytet SWPS, Akademia Leona Koźmińskiego, Polsko-Japońska Akademia Technik Komputerowych, a autorzy 100 najlepszych prac przez dwa dni, poprzedzające spotkanie Concilium w Warszawie będą uczestniczyć w spotkaniach i dyskusjach z jego członkami.